# Anolis ocelloscapularis
Anolis ocelloscapularis — вид ігуаноподібних ящірок родини анолісових (Dactyloidae). Ендемік Гондурасу.

## Поширення і екологія
Anolis ocelloscapularis мешкають в горах Сьєрра-де-Омоа в департаменті Кортес та в горах Кебрада-Гранде в департаменті Копан. Вони живуть у вологих гірських тропічних лісах, трапляються на кавових плантаціях. Зустрічаються на висоті від 1150 до 1370 м над рівнем моря.

## Збереження
МСОП класифікує цей вид як вразливий. Anolis ocelloscapularis загрожує знищення природного середовища.